# Studio Teatr Wojeteth
Studio Teatr Wojeteth - amatorski chrześcijański zespół teatralny, powstały pod koniec 1999 roku przy klasztorze Franciszkanów (Braci Mniejszych) w Bytomiu, z inicjatywy duszpasterza i choreografa o. Kasjana Piotra Górskiego OFM. W 2004 roku siedzibę przeniesiono do podziemi klasztoru Franciszkanów w Chorzowie - Klimzowcu. Spektakle zespołu mają formę kolażu słowa, tańca i pantomimy. 